# Сенгелово
Сенгелово, още Сенгельово или Сенгелево (на гръцки: Άγκιστρο, Ангистро, катаревуса: Άγκιστρον, Ангистрон, на турски: Çengel, Ченгел, до 1927 година Τσιγγέλη, Τσιγγέλι, Цингели), е село в Гърция, дем Синтика, област Централна Македония, с 350 жители (2021).

## География
Сенгелово е разположено в Санданско-Петричката котловина в северното подножие на Сенгелската планина (Ангистро или Цингели), непосредствено до границата с България. Отстои на 50 километра северно от град Сяр (Серес). В селото има целебни минерални извори с температура около 38 °C, използвани още от древността. Северно от Сенгелово тече река Пиринска Бистрица.

## История

### Етимология
Според Йордан Н. Иванов името може би идва от името на основателя на селото Сенгѐль (бег), както го обяснява народната етимология, но може и да е от прилагателното син и дел с д' > в г' в говора.

### Средновековие
Край селото има минерален извор и средновековна баня. В центъра на селото е запазена средновековна кула от XIV век, по-късно превърната в часовникова.
На 3,5 km северозападно е ранносредновековната крепост Субаши.

### В Османската империя
Според легенда, записана от българския учен Йордан Н. Иванов селото е било запуснато през „чумните години“ преди османското нашествие и в началото на XIV век някой си Ибрахим паша Сенгел бег основал новото село, като за да привлече българите от околните села, построил старата църква „Свети Спас“ в селото. Църквата „Свети Атанасий“ е от средата на XIX век. Александър Синве („Les Grecs de l’Empire Ottoman. Etude Statistique et Ethnographique“), който се основава на гръцки данни, в 1878 година пише, че в Сингел (Singuel), Мелнишка епархия, живеят 200 гърци. В „Етнография на вилаетите Адрианопол, Монастир и Салоника“, издадена в Константинопол в 1878 година и отразяваща статистиката на населението от 1873 Ченгел калеси или Ченгел кьой е посочено погрешно като малко мюсюлманско село с 50 домакинства със 130 жители.
В 1891 година Георги Стрезов пише за селото:
| „ | Сингелово, голямо село при подножието на едноименната планина, която тук се казва Беш. Около Сингелово извират изобилни води, които са притоци на Бистрица. Дели крава река мъчно се прегазва с кон. Пътят, минавайки през Рупелския дервент, е добър, равен. Занаятието на селянете е земеделие. Богата почва във всичко. Недалеч се намират минералните води. Църква, в която четат смесено, и училище също тъй с 40 ученика. 350 къщи турци и 400 българе. | “ |

Според статистиката на Васил Кънчов („Македония. Етнография и статистика“) в 1900 година в Сенгелово живеят 1200 българи, 200 турци, 120 власи и 130 цигани.
Всички жители на селото са под върховенството на Българската екзархия. По данни на секретаря на екзархията Димитър Мишев („La Macédoine et sa Population Chrétienne“) в 1905 година в Сенгелево има 1536 българи екзархисти, 72 власи и 18 цигари и в селото функционира българско училище.
В 1904/1905 година в българското училище в Сингелово преподава Тома Попдимитров, завършил Сярското българско педагогическо училище.
До края на XIX и началото на XX век село Сенгелово е един от важните центрове на железодобивната индустрия в областта Мървашко. В селото до средата на XIX век работи и самоков. В рудниците някога се е добивало и злато и сребро, за което свидетелстват старите галерии, наричани златници. Край селото има огромни купчини сгурия, най-големите в цяло Мървашко.
При избухването на Балканската война в 1912 година 5 души от Сенгелово са доброволци в Македоно-одринското опълчение. По време на войната Сенгелово е освободено от Седма рилска дивизия през 1912 година. Тогава къщите в селото са 370 – 200 български, 70 турски, 70 цигански и 30 влашки.

### В Гърция
След Междусъюзническата война през 1913 година остава в Гърция.

През 1916 година професор Васил Златарски, като участник в научно-разузнавателната мисия в Македония и Поморавия, организирана от Щаба на действащата армия, посещава селото. В рапорта си до Началник-щаба на действащата армия той пише:
| „ | Селото Ченгел е голямо и богато; населението е българско и говори серско наречие; имало е и турци, но избягали още в 1912 г. | “ |

След Първата световна война голяма част от българите се изселва в България, като в селото остават само 17 гъркомански семейства. В 1927 година Сенгелово е преименувано на Ангистрон (кука) и в селото са заселени гръцки бежанци от Мала Азия. В 1928 година Сенгелово има смесено население от местни хора и бежанци – 105 бежански семейства с 346 души.
Потомците на бежанците от Сенгелово в България живеят в Сандански, Аспарухово (Варненско) и други.
| Име                       | Име              | Ново име      | Ново име       | Описание                                                                                         |
| ------------------------- | ---------------- | ------------- | -------------- | ------------------------------------------------------------------------------------------------ |
| Ушика                     | Ούσίκα           | Оксила        | Όξειλά         | хребет в Славянка на ИЮИ от Сенгелово и на ЮЮИ от Лехово (1153 m)                                |
| Волага или Волак Рамен    | Βολακ Ραμάνι     | Ликотопос     | Λυκοτόπος      | хребет в Славянка на И от Сенгелово и на ИЮИ от Лехово (1275 m); членувано от Волак              |
| Хуни Удурища              | Χουνί Ούντουρίστ | Лакома        | Λάκκωμα        | местност в Славянка на И от Лехово                                                               |
| Артлиж                    | Άρλέτζ           | Месокорфи     | Μεσοκόρφι      | граничен връх в Славянка на СИ от Лехово, гранична пирамида № 89 (1345,8 m)                      |
| Моково                    | Μόκοβα           | Вуркос        | Βούρκος        |                                                                                                  |
| Цямара                    | Ποζιάρα          | Плая          | Πλαγιά         | връх в Сенгелската планина на ЮИ от Сенгелово (1018 m)                                           |
| Чал или членувано Чало    | Τσάλ             | Дасотон       | Δασωτόν        | заоблен връх в Сенгелската планина на ЮЮИ от Сенгелово (1294 m); от турски çal, „планински връх“ |
| Папра                     | Πάπραν           | Керасиес      | Κερασιές       | местност в Сенгелската планина на Ю от Сенгелово                                                 |
| Боро                      | Μπορό            | Перасма       | Πέρασμα        |                                                                                                  |
| Мал тепе                  | Μάλ Τεπέ         | Войдокорфи    | Βοϊδοκορφή     | връх в Сенгелската планина на ЮЮЗ от Сенгелово (662 m)                                           |
| Дирин                     | Ντιρίν           | Ватирема      | Βαθύρεμα       |                                                                                                  |
| Трънка                    | Τρίγκα           | Дамаскиниес   | Δαμασκηνιές    | възвишение на З от Сенгелово (263 m)                                                             |
| Шумалък                   | Σουμαλάκ         | Потисма       | Πότισμα        | местност в полите на Сенгелската планина на ЮИ от Сенгелово                                      |
| Трънка                    | Τρίγκα           | Дамаскино     | Δαμάσκηνο      | бивше село на ЗСЗ от Сенгелово                                                                   |
| Башлица или Хамам         | Μπασλίτσα        | Ангистру Рема | Άγκίστρου Ρέμα | река на Ю от Сенгелово; от турското başlık „главатарство“, производно от baş                     |
| Ахасма                    | Άχασμα           | Амбелия       | Άμπέλια        | възвишение на ЗСЗ от Сенгелово (268 m)                                                           |
| Чучур                     | Τσουτσόρ         | Платома       | Πλάτωμα        | местност на СЗ от Сенгелово                                                                      |
| Батан дере или Ботон дере | Μποτόν Ντερέ     | Рематия       | Ρεματιά        | река на С от Сенгелово, ляв приток на Петровската река; от батан, „тепавица“                     |
| Катал                     | Κατάλ            | Ксиротопос    | Ξηρότοπος      |                                                                                                  |
| Тисата                    | Τίσσα            | Авго          | Άβγό           | склон с ниви ЮИ от Сенгелово; от тис, taxus beacata                                              |
| Рупа                      | Ρούπα            | Проварма      | Πρόβαρμα       | местност на СИ от Сенгелово                                                                      |
| Сантово или Содол         | Σοντόλ           | Катомерон     | Κατώμερον      | местност на С от Сенгелово, по десния бряг на Батан дере                                         |

## Личности
Родени в Сенгелово
- Георги Георгиев, македоно-одрински опълченец, 3 рота на 5 одринска дружина[25]
- Елена Стаматова Башлиева (1919 – ?), участничка в Гръцката гражданска война (1948 – 1949) на страната на ДАГ, емигрантка в Плевен, България от 1947 г., след което в 1949 г. със съпруга си Стамат Иванов Башлиев живее във Варна, авторка на спомени за Гражданската война в Гърция[26]
- Коста Илиев (1872 – ?), македоно-одрински опълченец, 1 и Нестроева рота на 5 одринска дружина[27]
- Костадин Стоянов (1872 – 1913), македоно-одрински опълченец, Огнестрелен парк на МОО, починал в болница в Кочани 9 юни 1913 година[28]
- Мильо Великов (1890 – ?), македоно-одрински опълченец, 4 рота на 5 одринска дружина[29]
- Стоил Стоянов (Стойо, 1892 – ?), македоно-одрински опълченец, 2 рота на 7 кумановска дружина[30]
- Иван Коджабашев – Бензина, деец на ВМОРО и ВМРО, убит от Михайловисти през 1927 година[31][32]